# Hs 124戰鬥機
亨舍爾Hs 124（Henschel Hs 124）是德國在二次世界大戰時所開發的雙引擎戰鬥轟炸機的原型機種。在出產了兩架Hs 124原型機後，有關方面就停止了Hs 124的開發。
Hs 124 V1使用兩個水冷式12汽缸的容克Jumo 210A發動機。每一具引擎有610匹馬力。還搭載著一個配有兩個7.9毫米MG15機槍的旋轉砲台。
Hs 124 V2（V3）使用兩個BMW132Dc星型發動機。每一具引擎有870匹馬力。除了機槍以外還可再搭載總重約600公斤的炸彈。

## 性能諸元（V2）
基本信息
- 机组：3位（駕駛、無線電官/機槍手、 投彈手）

性能
武器

- 2 x 7.9mm MG15機槍
- 1,323 lb (600 kg)的炸彈

## 相關連結
1919年－1945年德國軍用飛機列表